# Фе-ан-Э
Фе-ан-Э (фр. Fey-en-Haye) — коммуна во французском департаменте Мёрт и Мозель, региона Лотарингия. Относится к кантону Дьелуар.

## История

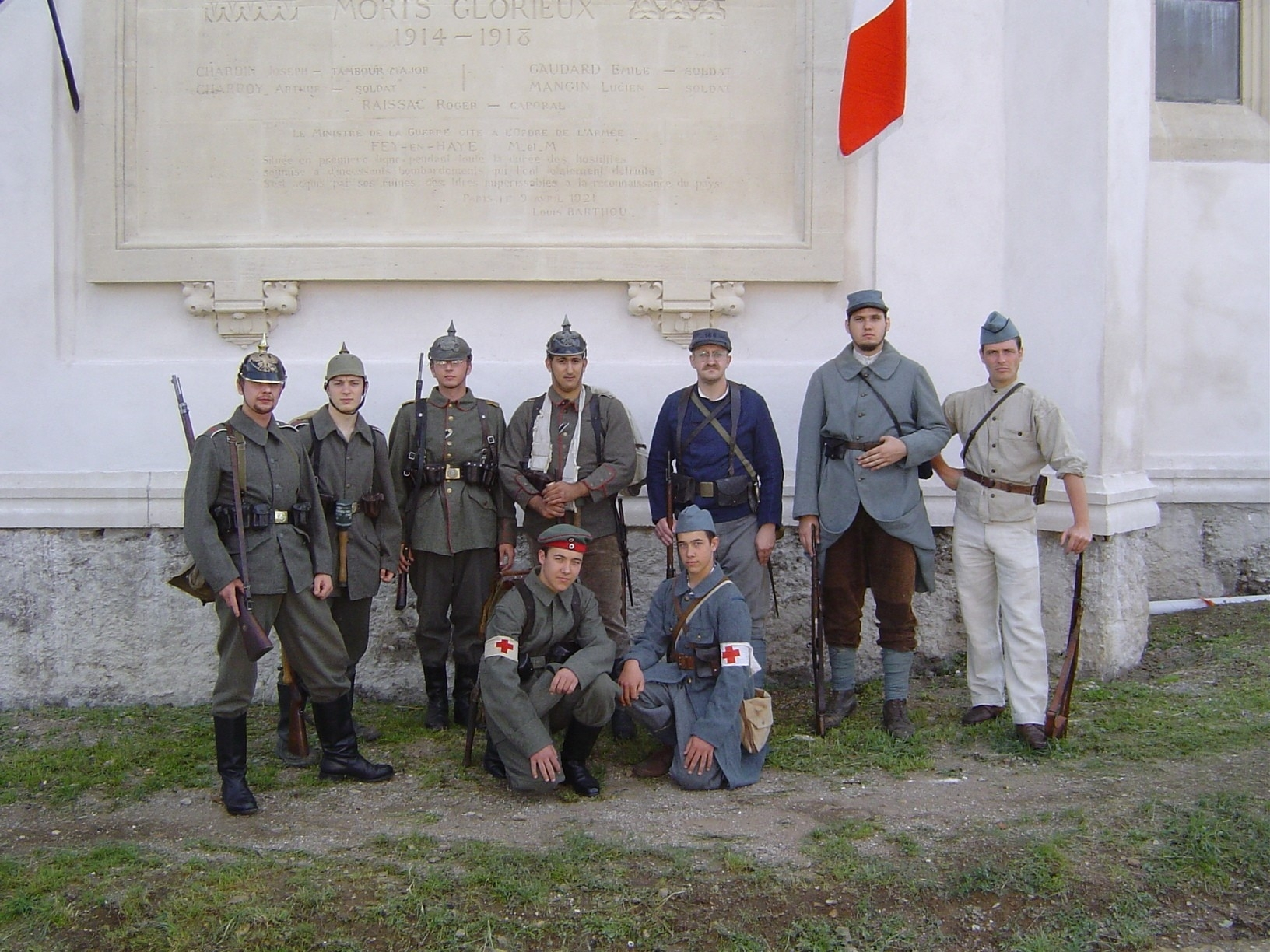
Фе-ан-Э. Монумент погибшим и историческая реконструкция битвы за деревню в 90-ю годовщину события (2005).

В 1914—1915 годах во время Первой мировой войны деревня Фе-ан-Э оказалась на ничьей земле между французской и германской линиями фронта и была полностью разрушена. После войны новое поселение было построено в нескольких сотнях метров от уничтоженного.

## Демография
Население коммуны на 2010 год составляло 74 человека.
| 1962 | 1968 | 1975 | 1982 | 1990 | 1999 | 2010 |
| ---- | ---- | ---- | ---- | ---- | ---- | ---- |
| 49   | 42   | 45   | 71   | 72   | 64   | 74   |